# Codex
Pour les articles homonymes, voir Codex (homonymie).

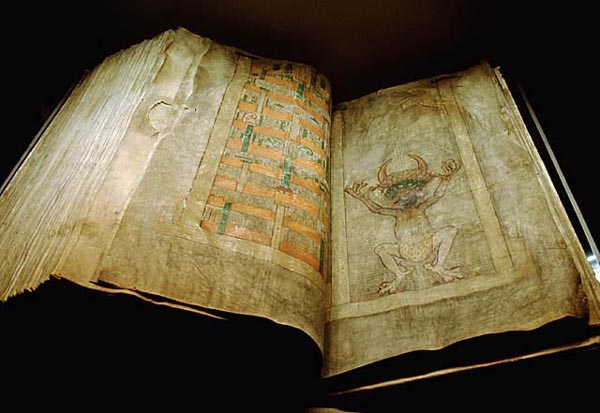
Le Codex Gigas, XIII, Bohème.

Un codex (pluriel : codex,, ou pluriel savant codices) est un cahier formé de pages manuscrites reliées ensemble en forme de livre. Cet ancêtre du livre moderne s'est répandu dans le monde romain à partir du Ier siècle, pour progressivement remplacer le rouleau de papyrus (le volumen) grâce à son faible encombrement, son coût modéré, sa maniabilité et la possibilité qu'il offre d'accéder directement à n'importe quelle partie du texte. En s’imposant définitivement au Ve siècle, le codex constitue un changement de paradigme dans l’histoire du livre en modifiant la forme même du support de lecture tout en reprogrammant les gestes et les usages entourant la pratique.

## Origine et développement

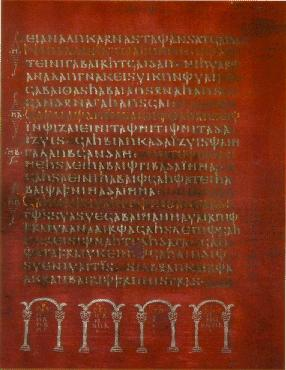
Première page du Codex Argenteus (VIe siècle).

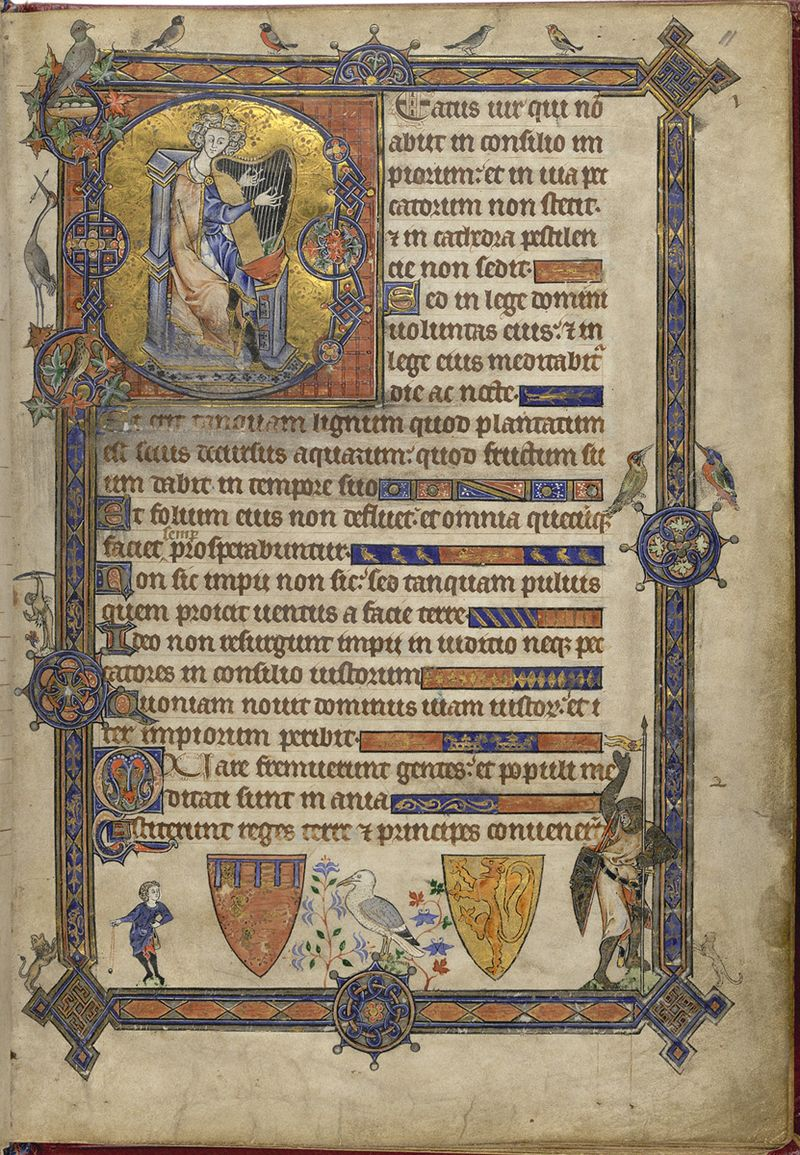
Psautier d'Alphonse. Vers 1281-84. Le texte est vu comme partie d'un tableau.

À l'origine, le codex — le pluriel latin est « codices » — était un assemblage de tablettes de bois destinées à l'écriture, ce qui lui a donné son nom. Au cours du IIe siècle av. J.-C., les Romains substituèrent aux planchettes de bois des feuilles de parchemin, « matériau plus mince et plus souple qui se prêtait au pliage. » afin d'en faire un carnet de notes à usage personnel, ainsi que l'indique un témoignage d'Horace, pouvant être doté d'une couverture en cuir.
L'utilisation du codex en tant que document officiel est attestée à la mort d'Auguste, en 14 ap. J.-C. Un an avant celle-ci, il avait déposé auprès des vestales quatre documents devant être lus au Sénat après sa disparition : testament, consignes funéraires et état de l'Empire pour les trois premiers, le contenu du quatrième étant discuté. Le tout était composé de deux codices (les testaments) et de trois volumina.
C'est dans l'œuvre de Martial que l'on trouve trace, pour la première fois, de la publication d’œuvres littéraires (Homère, Virgile, Tite-Live, Ovide) sous cette forme. Martial publia en 84 ou en 85 ses Apophoreta, reprises dans le livre 14 selon le découpage moderne. Il s'agit de distiques qui décrivent des lots-cadeaux lors des saturnales, dont ce qui paraît bien être des codices, : « Dans ces petits vélins est contenu le grand Tite-Live, que ma bibliothèque ne peut contenir tout entier »(XIV, 190).
Par la suite, le codex sera adopté par les premiers chrétiens pour faire circuler les textes sacrés. Ce format — alors inhabituel pour des livres — permettait en effet de différencier le texte des évangiles des volumina ainsi que des rouleaux sur lesquels les juifs écrivaient la Torah (Sefer Torah). D'autre part, le format codex est plus compact et plus économique, car il permet l'écriture des deux côtés de la feuille. Enfin, étant plus petit que le rouleau, il peut être plus facilement transporté par les évangélisateurs chrétiens. En somme, écrit Régis Debray, « le christianisme a fait au monde antique de l’écrit le même coup que l’imprimerie lui fera à son tour mille ans plus tard : le coup du léger, du méprisable, du portatif ».
Même si le rouleau de papyrus (volumen) était depuis très longtemps le livre par excellence, il sera progressivement remplacé par le codex entre les IIe et IVe siècles. Cela n'a pas été sans heurts, car les ouvrages en format codex manquaient du prestige attaché au support traditionnel du savoir qu'était le volumen, et n'étaient pas considérés comme de vrais livres. Ainsi, au IIIe siècle, un juge romain dut trancher un litige entre deux fils, dont l'un avait hérité des « livres » de son père : ce terme désignait-il les seuls rouleaux de papyrus ou englobait-il aussi les codex ? Le jugement qui en est résulté était très clair : « Les codex doivent aussi être considérés comme des livres. On regroupe sous l'appellation de livres non pas des rouleaux de papyrus, mais un mode d'écriture visant une fin déterminée ». Dans cette perspective, la dominance du codex sur le papyrus s’établit nettement au IVe siècle, le papyrus perdant progressivement du terrain. Face à l’omniprésence du codex, le papyrus sera relégué à occuper des rôles quelque peu honorifiques, qu’ils soient diplomatiques ou liturgiques.
Le remplacement du rouleau par le codex aura des conséquences majeures sur l'organisation du livre ainsi que sur la façon de lire, et il permettra le développement ultérieur de l'imprimerie. La principale révolution introduite par le codex est la notion de page,. Avec le codex, le lecteur peut accéder de manière directe à un chapitre ou à un passage du texte, alors que le rouleau impose une lecture continue. Cette révolution est majeure : « Il faudra vingt siècles pour qu’on se rende compte que l’importance primordiale du codex pour notre civilisation a été de permettre la lecture sélective et non pas continue, contribuant ainsi à l’élaboration de structures mentales où le texte est dissocié de la parole et de son rythme ».
En outre, avec le codex, le rapport physique au livre se modifie radicalement. Le rouleau devait être tenu à deux mains, et le lecteur devait même parfois s'aider de son menton pour assurer le bon déroulement du volumen, laissant ainsi des marques qu'un poète latin juge dégoûtantes : « Comme on aime une rose que vous offre la main qui l'a cueillie, ainsi on goûte un exemplaire neuf, que le menton n'a pas encore sali ». Cela permet au lecteur de prendre un rôle plus dynamique : « En libérant la main du lecteur, le codex lui permet de n’être plus le récepteur passif du texte, mais de s’introduire à son tour dans le cycle de l’écriture par le jeu des annotations ». Le codex permet ainsi d’établir une relation plus intime avec le lecteur, car il se tient près du corps. De plus, il permet le feuilletage et l’indexation, ainsi que le retour en arrière, la prise de notes en marge et la référence d'un passage donné. Enfin, le codex ne court pas le risque de s’écraser et il n’a pas besoin d’être enroulé et désenroulé avec soin.
Le codex pouvant rester ouvert sur une table, il encourage aussi le développement des enluminures. L’enluminure comprend l’ensemble des éléments de décorations pouvant orner un codex. On parle ici de miniatures, de bordures, de lettrines ou d’initiales. Dans certains cas, il est possible de discerner des indications sur le sujet à illustrer inscrit par le copiste dans la marge d’une page. Tous les codices ne sont cependant pas décorés. Ceux destinés à l’enseignement ou à l’étude présentent des pages dépouillées d’enluminure et de couleur par volonté de modestie ou par économie. Ceux commandés par de hauts princes ou seigneurs sont le plus souvent richement ornés.

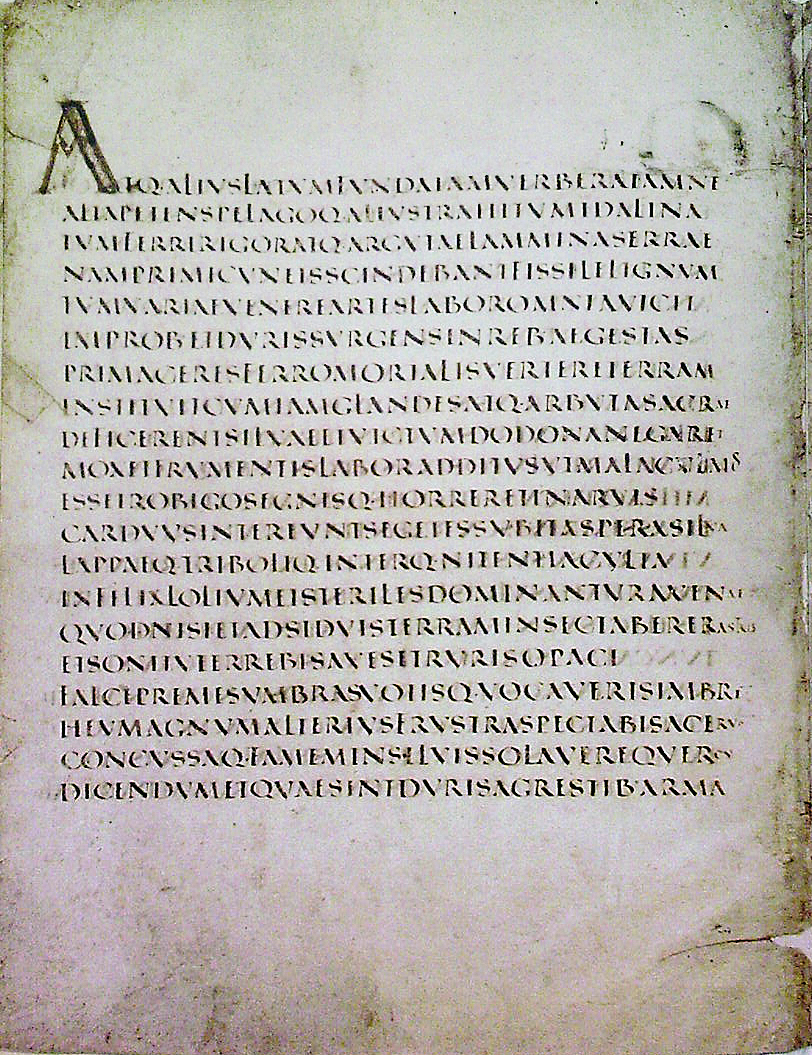
Vergilius Augusteus, Georgica 141. Scriptura Continua.

Au fil des siècles, le codex — qu'on désigne le plus souvent comme un manuscrit — va évoluer et se donner peu à peu les attributs du livre moderne :
- La séparation entre les mots permet de passer du format compact, scriptural continua des premiers codex, où les lectures orales prédominaient, le lecteur ajoutant des pauses, à une forme plus lisible. Au VIIe siècle, les moines irlandais n'arrivaient pas à lire le latin et commencèrent à séparer les mots les uns des autres.
- La ponctuation sert à structurer le texte pour améliorer sa lisibilité. Utilisant des signes graphiques, on voit apparaître les ancêtres du point, points-virgules et virgules (« point d'en haut », « point médian » et « point d'en bas » respectivement) aux IIIe et IIe siècles av. J.-C., définis par l'alphabet grec. Plus tard, au Moyen Âge, les ponctuations vont se peaufiner.
- Le développement d'une écriture minuscule au lieu des lettres capitales ou de grand format, qui remplace au début du IXe siècle l'onciale par la minuscule caroline, écriture plus fine, d'exécution plus rapide et de lecture plus commode[23].
- La table des matières détaillant l'ensemble des parties et sous-parties d'un texte. Au Moyen Âge, celle-ci était placée en début de livre mais il était rare d'en trouver.
- Le titre courant est un rappel du titre du livre, ou d'une partie du livre, sur les pages concernées. Son utilisation commence à se répandre au XIIIe siècle[24].
- La marque de paragraphe se généralise à partir du XIe siècle.
- La pagination ou numérotation des pages se répand avec le développement de l'imprimerie, dès 1470.
- L'index sert à retrouver un mot précis à l'intérieur d'un texte. C'est au XIIIe siècle que commence à se répandre cette technique, qui suppose une parfaite maitrise de l'orthographe. Il est en quelque sorte l'ancêtre du dictionnaire et deviendra plus tard le principe sur lequel se base toute recherche[25].

- Page de titre. Lorsque l'on passe de l'ère du manuscrit à celle du livre imprimé, la page de titre fait finalement son apparition, vers 1475-1480[26]. Le livre moderne a alors atteint sa forme familière.

## Extension du terme
Par extension, le terme codex a été employé pour désigner des recueils de lois (comme le Codex Theodosianus) d'où le nom de Code employé aujourd'hui.
Le codex comme objet est étudié par une science spécifique : la codicologie.

## Composition du codex
Le codex se compose de cahiers résultant du pliage des feuilles dont il se compose. Le pli d'une feuille de parchemin (ou ultérieurement de papier) produit un bifeuillet, soit deux feuillets ou quatre pages. On parle alors d'un format in folio. Si le bifeuillet est à nouveau plié en deux, c'est un in-quarto (deux bifeuillets, quatre feuillets, huit pages), puis un in octavo (quatre bifeuillets, huit feuillets, seize pages) ou un in-duodecimo (six bifeuillets, douze feuillets, vingt-quatre pages).

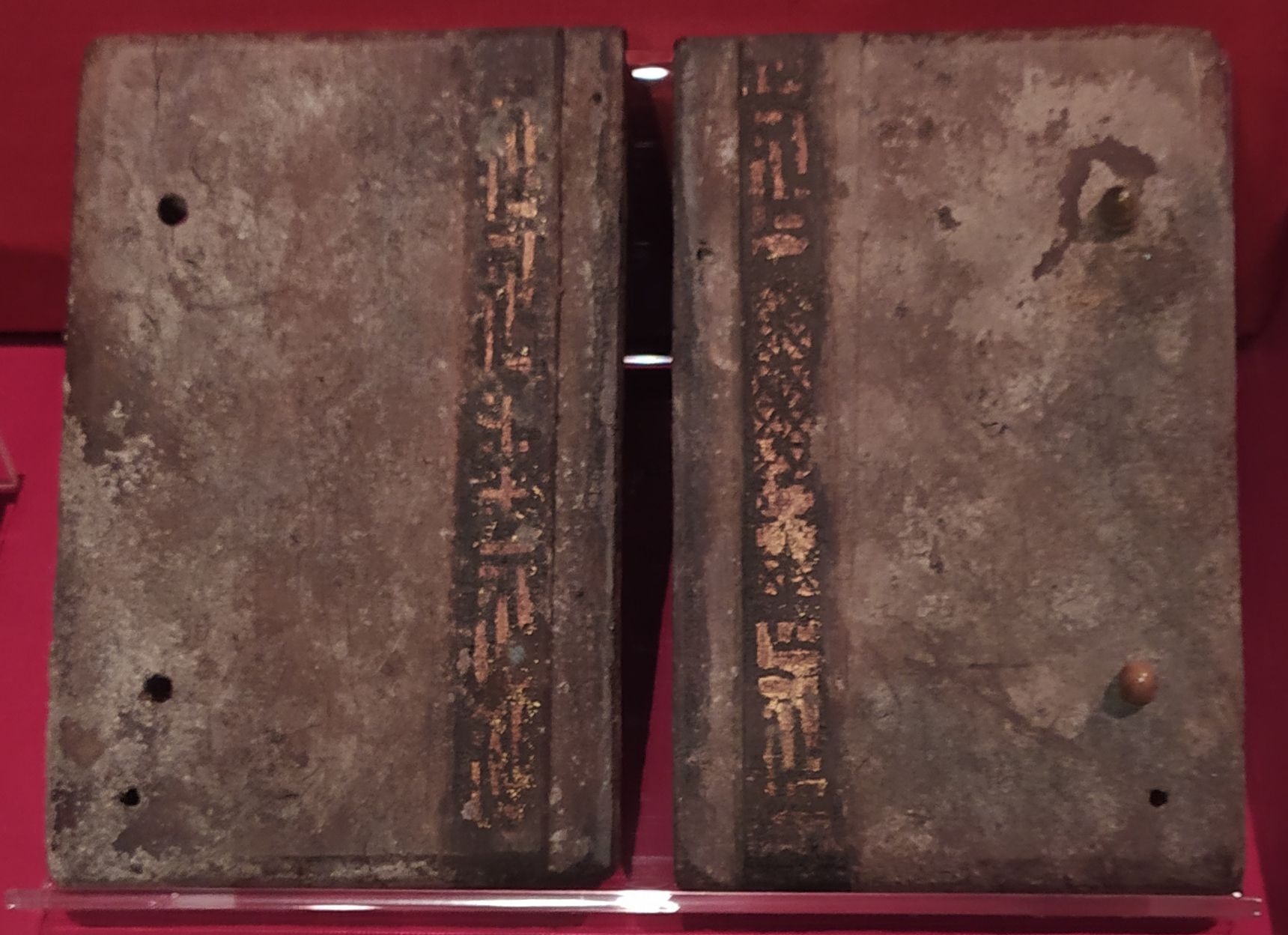
Ais de bois avec cuir doré. Égypte, probablement III. Bibliothèque Chester-Beatty, Cpt 803.

Après avoir obtenu le format souhaité, les bifeuillets, dont le bord a été découpé, sont éventuellement emboîtés les uns dans les autres, et réunis par un fil de couture. Deux bifeuillets produisent un binion, puis, respectivement un trinion, un quaternion (c'est le cas le plus fréquent pour les parchemins latins non italiens, et c'est de ce mot que dérive le terme cahier), quinion, sénion, septénion, octonion, puis cahier formé de neuf bifeuillets, etc.
Le parchemin est fabriqué à partir de la peau d’un animal, le plus souvent de la peau d’un veau, d’un porc ou d’une chèvre. La composition du codex s’en voit modifiée selon la rigueur de la technique de fabrication artisanale et le type de peau utilisé. Des marques ou des stries causées par les instruments de l’artisan peuvent s’y trouver, souvent dans les codices de prix modiques.
Le format est le plus souvent rectangulaire, mais à certaines époques il peut être carré.
Au début, les cahiers sont cousus. Pour les gros ouvrages, on utilise comme reliure des pièces de bois, de carton ou d'autre matériau entre lesquelles sont assemblées les feuilles. Dans le but de protéger les éléments de la reliure, il arrivait qu’une couverture soit apposée sur sa surface. Un des matériaux les plus utilisés est le cuir tanné. Ce dernier permet beaucoup de souplesse et de résistance en plus d’offrir une surface pouvant être gravée avec des outils en métal pour y apposer différents types de décoration. Pour ce faire, une pièce de cuir tannée est apposée sur la reliure en bois et ensuite repliée sur les coins intérieurs. Dans certains cas, les couvertures pouvaient être composées de matériaux luxueux tels que de l’ivoire, de métaux précieux, de perles et de gemmes. Ces derniers étaient assemblés indépendamment par un orfèvre et ensuite cloués sur la pièce de bois de la reliure.
Durant la période de l’antiquité tardive, des preuves iconographiques démontrent que la plupart des codices avaient une sorte de rabat ou d’élément de fixation pour les garder fermés .

## Les codex mésoaméricains

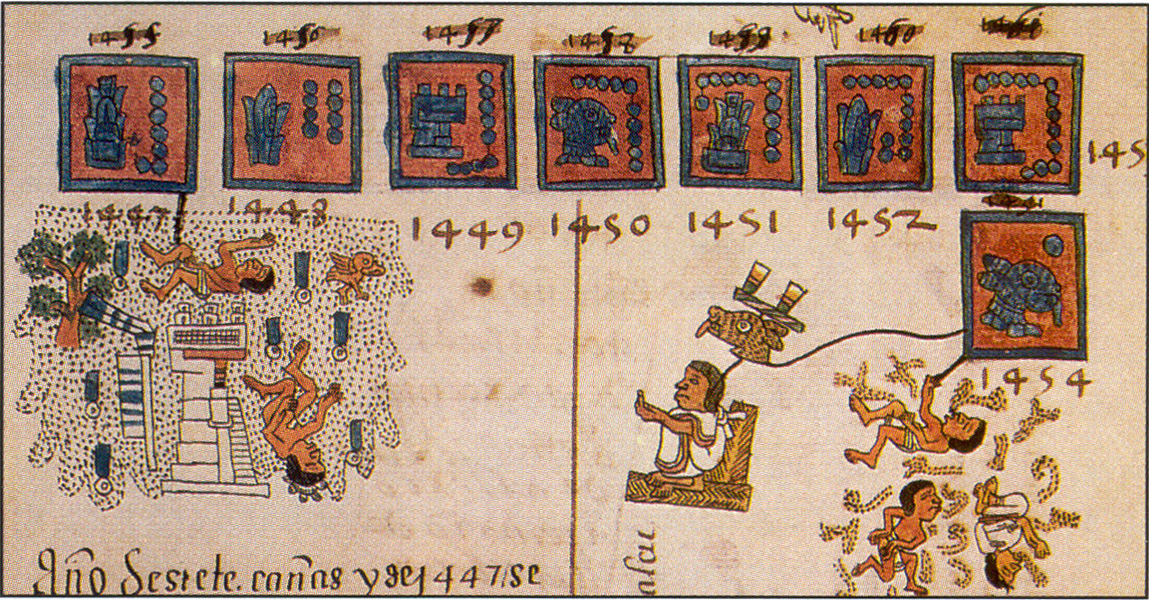
Sur ce codex, représentation de sacrifices humains pour prévenir la sécheresse.

Les civilisations mésoaméricaines (Olmèques, Zapotèques, Mayas, Toltèques, Aztèques, etc.) ont inventé écriture et papier indépendamment de l'Eurasie. Les Aztèques produisaient un papier à base de liber de ficus nommé amatl, ce papier était nommé huun chez les Mayas. On parle aussi de codex pour désigner leurs ouvrages contenant dessins et légendes. Ces ouvrages se déplient en accordéon et sont appelés des leporellos.
Grâce à ces ouvrages, on peut suivre l'évolution au fil du temps de la graphie et de la sémiologie des Mayas et des Aztèques.
Il ne reste que quatre leporellos mayas. Le plus connu est le codex de Dresde. Acheté par la Bibliothèque de la cour de Dresde en 1739, il est composé de 39 feuillets d’environ 358 centimètres de long et contient des hiéroglyphes, des personnages, des calculs sur les phases de Vénus, les éclipses du Soleil et de la lune, en plus de calendriers rituels et divinatoires. Le leporello le plus long est le Codex Tro-Cortesianus conservé à Madrid; il contient notamment des chapitres sur l'apiculture et les cérémonies agricoles. Les deux autres sont le Codex Grolier à Mexico et le Codex Peresianus à Paris.

## Les codex asiatiques

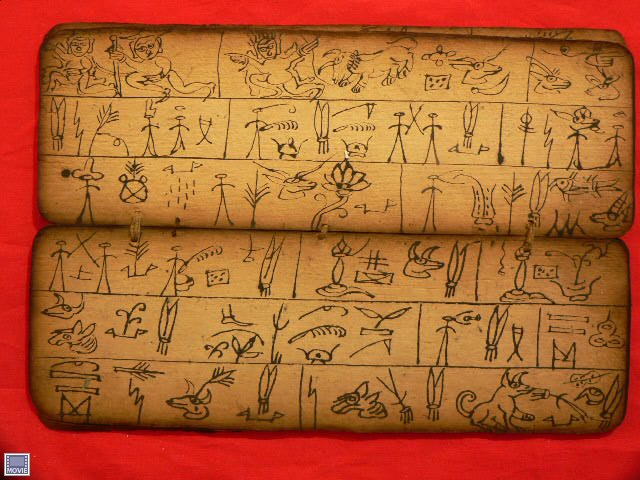
Codex dongba, Chine.

En Chine, les premiers livres, attestés jusqu'au IIIe siècle sont faits d'étroites lattes de bois, larges de cinq à dix centimètres et longues de 30 à 60 centimètres, sur lesquelles le scribe alignait les caractères verticalement, et qui étaient reliées en rouleau, qui se lisaient de droite à gauche. Par la suite, ils sont remplacés par un rouleau composé de feuilles de papier ou, pour des ouvrages luxueux, par de la soie.
À partir du Xe siècle, le développement de l'imprimerie entraînera l'abandon du rouleau au profit du codex, dont les cahiers, d'abord simplement encollés, seront cousus à partir du XVe siècle. L'unité de base du livre devient la feuille de papier. Avec la reliure en papillon, une seule face de la feuille est imprimée et celle-ci est pliée en deux, face vierge vers l'intérieur.
Dans les ouvrages tibétains ou dongba, la reliure est située au sommet.

## Les codex africains
Le Gadla Sama'tat est un recueil de vitae écrit en guèze, langue éthiopienne.

## Liste de codex en Occident
- Codex Alexandrinus
- Codex Apor
- Codex Argenteus
- Codex Atlanticus
- Codex Berolinensis (ou codex de Berlin)
- Codex Bezae (Cantabrigiensis)
- Codex Borbonicus
- Codex Borgia
- Codex canadensis
- Codex Calixtinus
- Codex Claromontanus
- Codex Corbeiensis
- Codex Cumanicus
- Codex Ephraemi Rescriptus
- Codex Gigas
- Codex Las Huelgas
- Codex Laud
- Codex Leicester
- Codex Manesse
- Codex Mendoza
- Codex Martínez Compañón
- Codex de Munich
- Codex Regius
- Codex Rustici
- Codex Squarcialupi
- Codex Sinaiticus
- Codex Vaticanus
- Codex de Vienne (Bécs)
- Codex Villarensis
- Codex de Wiesbaden
- Codex Zacynthius
- Compendium rarissimum totius Artis Magicae sistematisatae per celeberrimos Artis hujus Magistros
- Liste des manuscrits du Nouveau Testament en onciales grecques
- Manuscrit de Voynich